# کوه هندرسون (واشنگتن)
کوه هندرسون (به انگلیسی: Mount Henderson) یک کوه در ایالات متحده آمریکا است که در شهرستان ماسون (واشینگتن) واقع شده‌است. کوه هندرسون ۱٬۸۲۹٫۷۴ متر بالاتر از سطح دریا واقع شده‌است.